# La Reine des vampires
Série
Le Cavalier du Diable
(1995) Ritual
(2002)
Pour plus de détails, voir Fiche technique et Distribution.
La Reine des vampires (Bordello of Blood) est un film américain réalisé par Gilbert Adler (en), sorti en 1996. Il est le deuxième film issu de la série Les Contes de la crypte et sortit précédemment après Le Cavalier du Diable en 1995.

## Synopsis
La vampire séductrice Lilith a été ressuscitée afin d'officier en qualité de tenancière de la maison close Bordello of Blood. Opérant avec son armée d'insatiables consœurs, elle fait vivre à d'insouciants clients une terrifiante expérience. Mais la disparition d'un client et les recherches qu'elle engendre menacent soudain leurs activités.

## Fiche technique
- Titre français : La Reine des vampires
- Titre original : Bordello of Blood
- Réalisation : Gilbert Adler (en)
- Scénario : Al Katz et Gilbert Adler (en), d'après une histoire de Bob Gale et Robert Zemeckis, basée sur les comics de William Gaines
- Musique : Chris Boardman
- Photographie : Tom Priestley
- Montage : Stephen Lovejoy
- Production : Gilbert Adler (en)
- Sociétés de production : Universal City Studios et Tales From The Crypt Holdings
- Société de distribution : Universal Pictures
- Pays de production :  États-Unis
- Langue originale : anglais
- Format : couleur - DTS - 35 mm - 1.85:1
- Genre : Comédie horrifique et fantastique
- Durée : 83 minutes
- Date de sortie :
  - États-Unis : 16 août 1996

## Distribution
- Dennis Miller (VF : Pierre Laurent) : Rafe Guttman
- Erika Eleniak : Katherine Verdoux
- Angie Everhart : Lilith
- Chris Sarandon (VF : Gérard Rinaldi) : Jimmy Current
- Aubrey Morris : McCutcheon
- Corey Feldman : Caleb Verdoux
- Phil Fondacaro (VF : Michel Mella) : Vincent Prather
- Kim Kondrashoff (VF : Bernard-Pierre Donnadieu)  : Jenkins
- Dorian Joe Clark (VF : Tola Koukoui) : Jonas
- Robert Munic (VF : William Coryn) : Zeke
- Eli Gabay : Miguel
- Matt Hill (VF : Emmanuel Karsen) : Reggie
- William Sadler : La momie
- John Kassir : Le gardien de la crypte (voix)
- Whoopi Goldberg (VF : Marie-Christine Darah) : La patiente dans le lit d'hôpital (non créditée)

## Autour du film
Le film n'est sorti en salles de cinéma que dans quelques pays, dont les États-Unis. Dans d'autres pays, il est sorti en vidéo.